# سمندرک شکم‌آتشی چینی
سمندرک شکم‌آتشی چینی (نام علمی: Cynops orientalis) نام یک گونه از سرده سمندرک‌های آتش‌دل است.